# Programmable Droplets
محققان MIT نرم‌افزاری را معرفی کرده‌اند که از میدانهای الکتریکی برای جابجایی قطرات مواد شیمیایی یا محلولهای شیمیایی اطراف یک سطح استفاده می‌کنند و آنها را به شیوهای باهم مخلوط می‌کند که می‌توانند برای آزمون چند صد واکنش شیمیایی به‌طور هم‌زمان مورد استفاده قرار گیرند.
محققان سیستم خود را به‌عنوان یک جایگزین برای ابزارهای ریز سیالی می‌بینند که در حال حاضر اغلب در تحقیق‌های زیست‌شناسی به‌طور رایج استفاده می‌شود و در آنها محلولهای زیستی از خلال کانالهای میکروسکوپی متصل شده توسط دریچه‌های مکانیکی پمپ می‌شوند. روش جدید که محلولها را به‌صورت الگوی کامپیوتری از پیش طراحی‌شده به اطراف جابجا می‌کند، قادر است به‌طور مؤثر، به صرفه ازنظر اقتصادی و در مقیاس وسیع مورد آزمایش قرار گیرد.
اودایان اوماپاتی، یک محقق در آزمایشگاه دارویی MIT که ارائه این سیستم جدید را رهبری می‌کند، بیان می‌کند که سیستمهای سنتی میکرو سیال از لوله‌ها، دریچه‌ها و پمپها استفاده می‌کنند. معنی آن این است که این ابزارها مکانیکی هستند و همیشه می‌شکنند. من سه سال پیش، زمانی که در یک شرکت زیست‌شناسی سنتزی (مصنوعی) بودم، به این مشکل پی برده بودم، در آنجا من برخی از این خرد سیال‌ها و ماشینهای مکانیکی را می‌شناختم که به آنها متصل بودند. من مجبور بودم از این دستگاه‌ها نگهداری کنم تا مطمئن شوم منفجر نمی‌شوند. اوماپاتی می‌گوید: «زیست‌شناسی به سمت فرایندهای پیچیدهتر و پیچیدهتر حرکت می‌کند و ما نیازمند تکنولوژیهایی برای دست ورزی در قطرات با حجمهای کم و کمتر هستیم». پمپها، دریچه‌ها و لوله‌ها به‌سرعت به هم پیچیده می‌شوند. در دستگاهی که من ساختم یک هفته طول کشید تا این اتصالات را برقرار کنم. بگذارید به شما بگویم که به‌صورت مقیاسی از ۱۰۰ اتصال برای یک دستگاه با یک‌میلیون اتصال است. شما هرگز نخواهید توانست تا این اتصالات را با دست به هم ببندید.

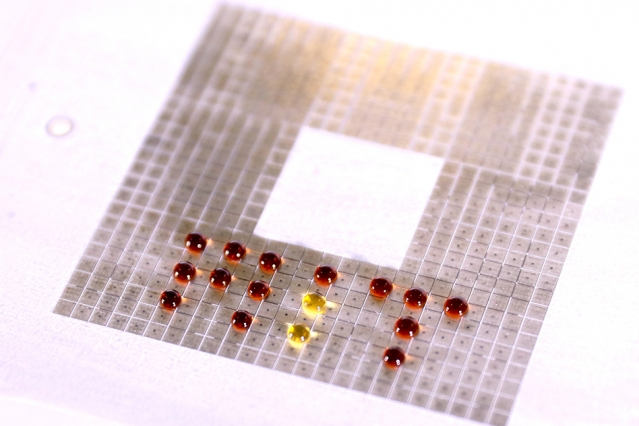
طرز قرارگیری ریزسیال‌ها

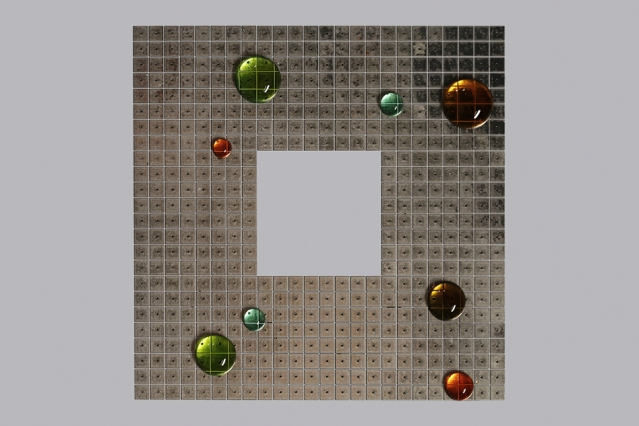
محققین دانشگاه ام آی تی یک محیط را توسط میدان الکتریکی برای حرکت قطرات فراهم کردند.

اوماپاتی توضیح می‌دهد که در سیستم جدیدش، صدها قطره می‌توانند در سطح ابزارش رسوب کنند و آنها نیز قادرند آن را به‌طور خودکار بردارند تا آزمایشهای زیستی را انجام دهند. سیستم شامل نرم‌افزارهایی است که به کاربر اجازه می‌دهد تا در سطح بالایی، آزمایشی که می‌خواهد انجام دهند را شرح دهد. نرم‌افزار سپس به‌طور خودکار قطرات عبور کرده از سطح را محاسبه می‌کند و مختصات زمانی عملیات پی‌درپی را هماهنگ می‌نماید. اپراتور نیازها و الزامات آزمایش را می‌داند، برای مثال، واکنشگر A و واکنشگر B نیاز دارند تا در این حجمها باهم مخلوط شوند و در این مدت‌زمان انکوبه شده و سپس با واکنشگر C مخلوط شوند. اپراتور مشخص نمی‌کند که چطور قطرات جریان می‌یابند یا در کجا باهم مخلوط می‌شوند. این موارد از قبل توسط نرم‌افزار محاسبه‌شده‌است.
اوماپاتی و همکارانش- هیروشی ایشی، جرومه بی ویزنر استاد هنرهای رسانهای و علوم در MIT، پاتریک شین و دیمیتریس کوتنتاکیس، فارغ‌التحصیل MIT که در آزمایشگاه ایشی کار می‌کند و سام جن چین، یک دانشجوی ولزلی در آزمایشگاه- سیستم جدید خود را در یک مقاله که همین ماه در مجله پیشرفتهای MRS چاپ می‌شود منتشر می‌کنند. در ۱۰ سال گذشته، سایر گروه‌های تحقیقاتی آزمایش‌هایی بر روی «میکروسیالهای دیجیتالی» یا دست ورزی الکتریکی قطرات برای انجام واکنشهای بیولوژیکی انجام دادند. اما تراشه‌های ساخته‌شده توسط آنها از روشهای پیشرفته استفاده می‌کند که نیازمند محیط کنترل‌شده هستند که به‌عنوان اتاق پاک شناخته می‌شوند. اوماپاتی و همکارانش بر کاهش هزینه‌ها تمرکز کردند. نمونه اولیه آنها از یک‌تخته مدار چاپی استفاده می‌کند که یک ابزار الکتریکی است که دارای یک صفحه پلاستیکی به همراه سیم‌پیچ مسی است که در بالای آن قرار دارد.
مهم‌ترین چالش فنی محققان طراحی یک پوشش برای سطح صفحه مدار است که اصطکاک را کاهش دهد و به قطرات اجازه دهد تا از خلال آن عبور کنند و این کار مانع می‌شود تا مولکولهای شیمیایی و بیولوژیکی به آن بچسبند، بنابراین موجب آلودگی آزمایش‌های بعدی نمی‌شوند. صفحه مدار دارای آرایشی از الکترودها است. در نمونه اولیه، محققان صفحه را با یک‌لایه نازک و متراکم‌تر می‌پوشانند، که ارتفاع آن تنها یک میکرومتر است و از مواد آب‌گریز ساخته‌شده‌است (دافع- آب). قطرات از بالای رشته سُر می‌خورند. محققان همچنین بیش از لایه‌ها بر روی ساختارها آزمایش کردهاند که ممکن است کارایی بهتری در مواد زیستی خاص داشته باشد. چون سطح ابزارها آب‌گریز است، قطراتی که در بالا قرار گرفتند به‌طور طبیعی تلاش می‌کنند تا یک‌شکل کروی به خود بگیرند. باردار کردن یک الکترود موجب می‌شود که قطره به پایین بیفتد و در وسط آن قرار بگیرد. اگر الکترود زیر یک قطره قرارگرفته در وسط به‌تدریج خاموش شود، چون الکترود بعدی آن به‌تدریج روشن می‌شود، مواد آبگریز قطره را به سمت الکترود باردار می‌برند. جابجایی قطرات نیازمند ولتاژ بالا، بین ۹۵ و ۲۰۰ ولت است. اما یک الکترود باردار در دستگاه محققان MIT، ۳۰۰ بار در ثانیه بین یک سیگنال با ولتاژ بالا، تناوب پایین (۱ کیلوهرتز) و یک سیگنال تناوب- ولتاژ بالای ۳٫۳ (۲۰۰ کیلوهرتز) تغییر می‌کند. سیگنال با تناوب بالا سیستم را قادر می‌سازد تا محل قطره را با استفاده از تکنولوژی مشابه با صفحات لمسی تلفن همراه مشخص کنند. اگر سرعت جابجایی قطره کافی نباشد، سیستم به‌طور خودکار ولتاژ سیگنال با تناوب پایین را تقویت می‌کند. در سیگنال حسگر، سیستم همچنین می‌تواند حجم قطره را تخمین بزند، که همراه با اطلاعات مکانی، به آن اجازه می‌دهد تا پیشرفت واکنش را ردیابی کند. اوماپاتی معتقد است که میکروسیالهای دیجیتالی می‌توانند به‌طور قابل‌توجهی هزینه آزمایش‌های رایج در صنعت زیست‌شناسی را کاهش دهند. برای مثال شرکتهای داروسازی اغلب آزمایش‌های زیادی را به‌طور هم‌زمان انجام می‌دهند، که از رباتهای مجهز به چند ده یا چند صد پیپت و لوله‌های اندازه‌گیری کوچک استفاده می‌کنند که تقریباً به‌اندازه اشک چشم طول دارند.
اوماپاتی می‌گوید، اگر به شرکتهای داروسازی نگاهی بیندازیم، یک ربات پیپتی از یک‌میلیون نوک پیپت در یک هفته استفاده می‌کنند. این بخشی از عوامل هزینه‌بر در ایجاد داروهای جدید است. من شروع به آغاز برخی آزمایش‌های در فاز مایع کردم که می‌توانست تعداد عملیات پیپت گذاری را ۱۰۰ برابر کاهش دهد.
چارلز فراکچیا، مؤسس و CEO در BioBright، شرکتی که سیستمهای اطلاعاتی را برای مدیریت ارزش داده‌های ایجادشده توسط آزمایش‌های زیست‌شناسی پیشرفته و با حجم بالا ارائه می‌دهد، بیان کرد که در ۱۵، ۲۰ سال گذشته روند عمومی در داروسازی به سمت حجمهای کوچک‌تر بود، چون دارای قابلیت چندگانه سازی (تسهیم) بالاتری بودند. وقتی میکرو سیال‌های دیجیتالی وارد شدند، شیوه Udayan آن را انجام داد، این روش به‌طور مؤثری نسخه ارزانتری بود و به‌جای اینکه بین دو الکترود به‌طور فشرده قرار بگیرد به‌صورت یک‌جانبه بود. من نمی‌خواهم آن را DIY bio بنامم، اما هزینه آن کمتر، دستورالعمل راحت‌تر و دسترسی به آن آسان‌تر است. او قطعاً به این نکته توجه می‌کند که عملکرد آن بسیار بهتر است (سیستم اخیر). این هیجان‌انگیز است که او می‌خواهد آن را با ولتاژ پایینتر انجام دهد و همچنین هیجان‌انگیز است که او می‌تواند آن را با یک الکترود انجام دهد.